# Distretto di Pías
Il distretto di Pías  è uno dei tredici distretti della provincia di Pataz, in Perù. Si trova nella regione di La Libertad e si estende su una superficie di  371,67 chilometri quadrati.